# Galium cespitosum
Galium cespitosum là một loài thực vật có hoa trong họ Thiến thảo. Loài này được Lam. mô tả khoa học đầu tiên năm 1792.

## Hình ảnh

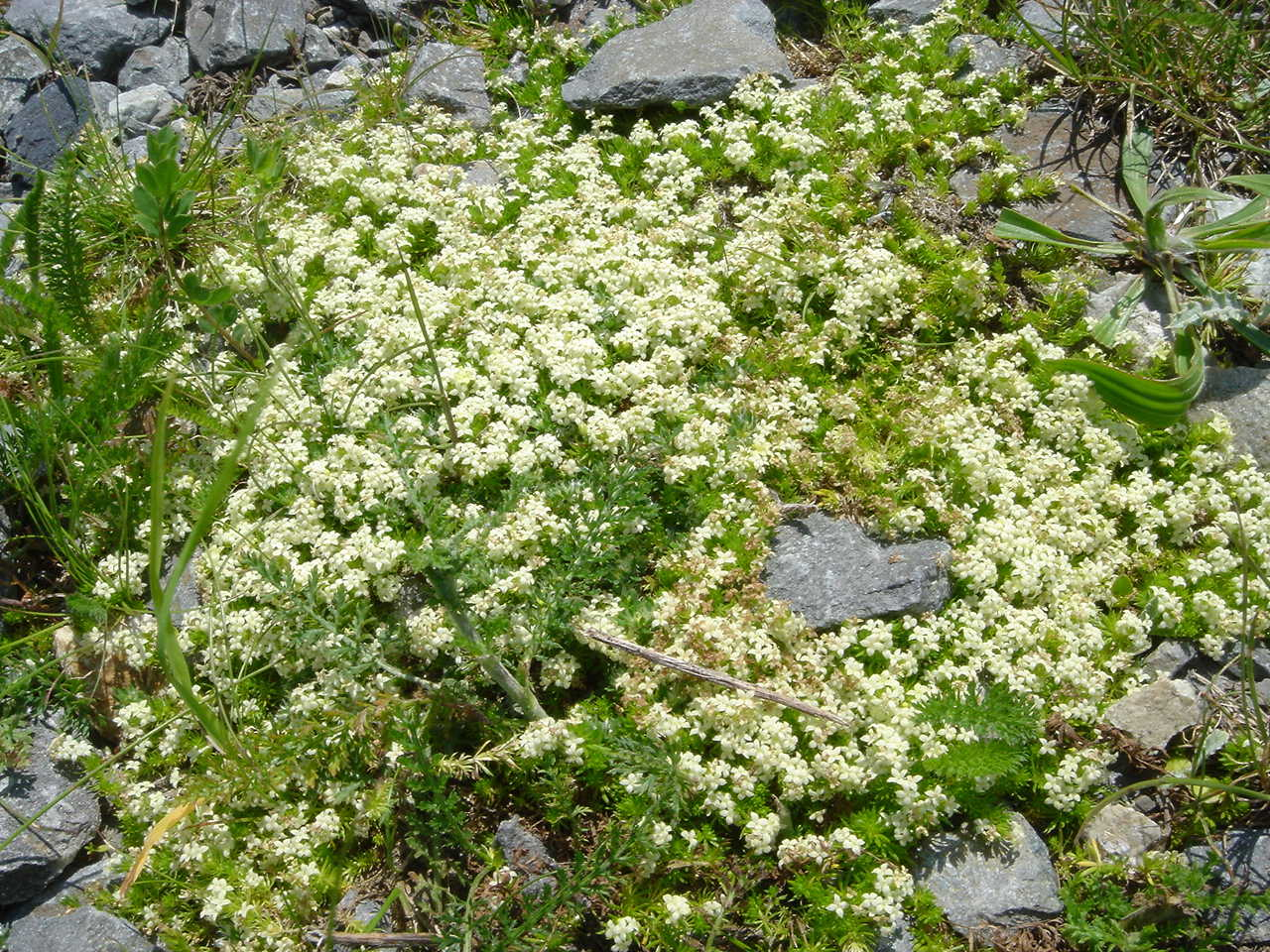
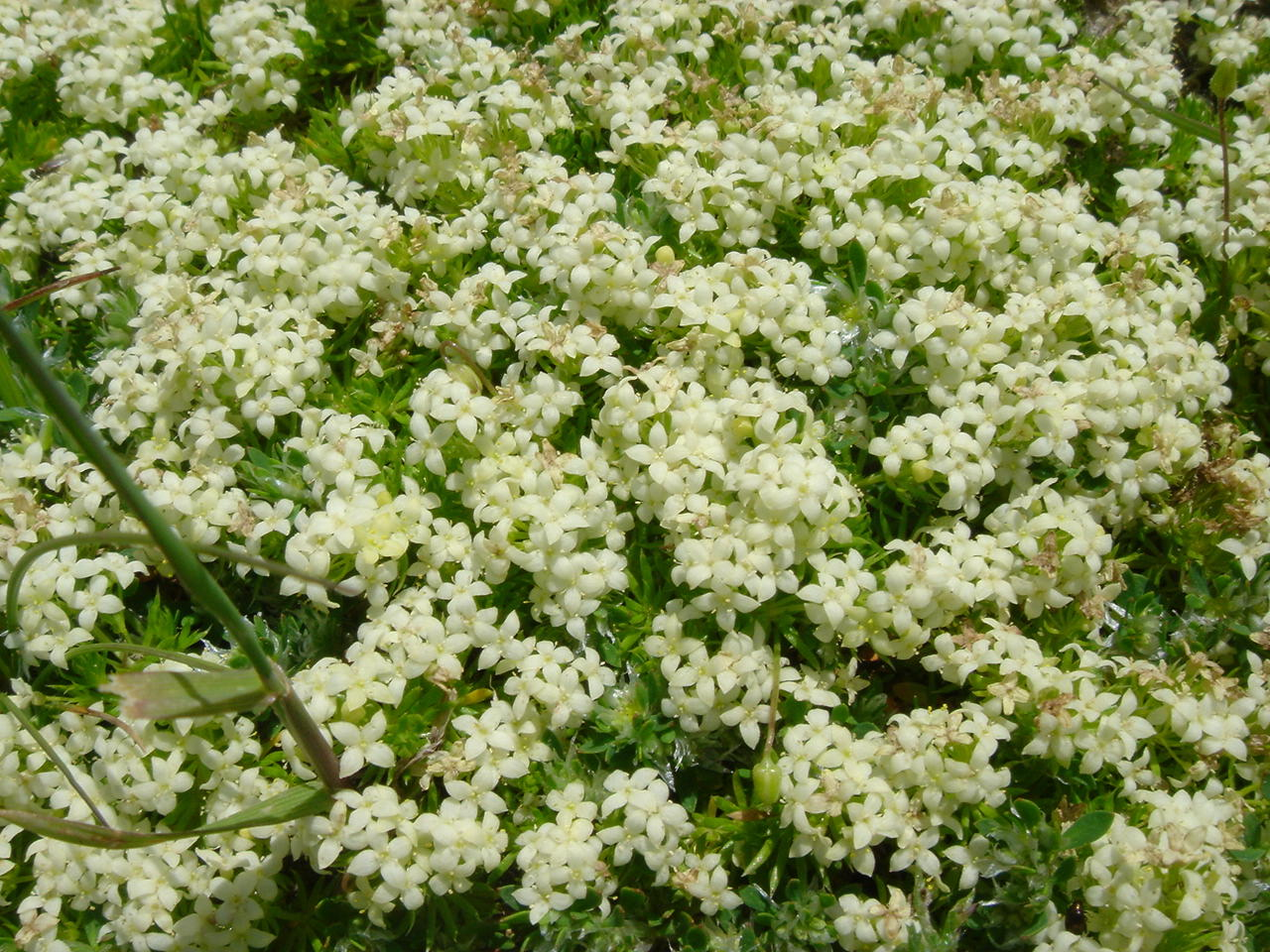
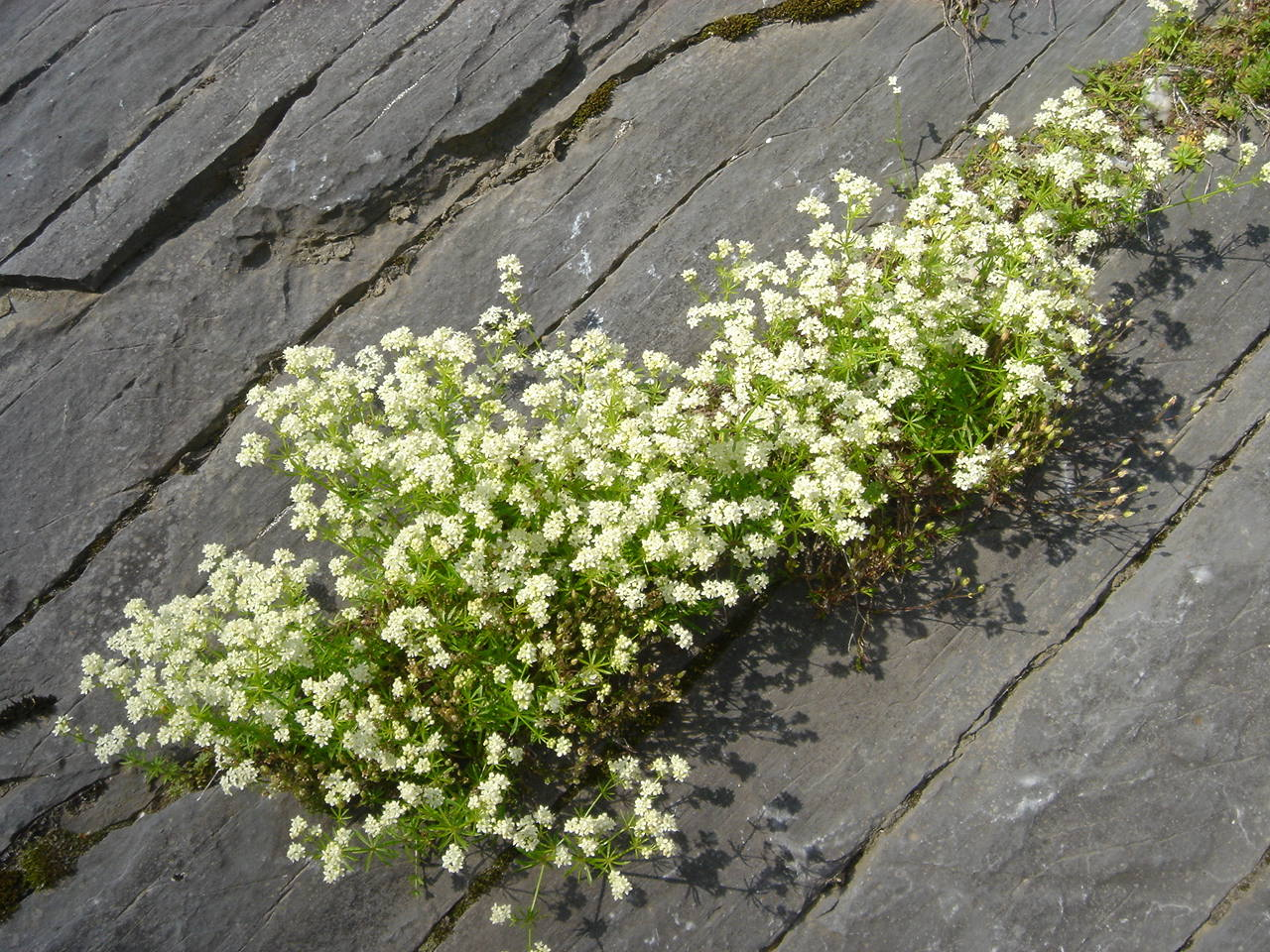